# Ruthy Tu
Ruthy Tu (Xinès: 杜光照; ?-1969, també coneguda com a Tu Guan-chiao o Rosie Du) va ser una aviadora xinesa entrenada al Regne Unit, i una de les pilots xineses més destacades en la dècada de 1930. L'any 1932, es va informar àmpliament que Ruthy Tu va ser la primera dona amb llicència de pilot a la Xina, o que va ser acceptada a l'exèrcit xinès.
Tu es va mudar més tard aTaiwan i es va convertir en la primera dona en aquest país a unir-se als Baha'í l'any 1952, al costat de dos homes. Va estar activa a l'Assemblea Baha'í de Taiwan fins a la seva mort a l'any 1969.